# البراهمة (قرية)
قرية البراهمة هي إحدى القرى التابعة لمركز قفط في محافظة قنا في جمهورية مصر العربية. حسب إحصاءات سنة 2006، بلغ إجمالي السكان في البراهمة 31142 نسمة، منهم 15959 رجل و15183 امرأة.
من أعلامها يحيى القزاز.